# Daniel Woodrell
Daniel Woodrell (*  4. März 1953 in Springfield, Missouri) ist ein US-amerikanischer Schriftsteller von genreübergreifenden Kriminalromanen. Er prägte den Begriff des Country-Noir-Krimi.

## Leben
Daniel Woodrell wuchs in West Plains in den Ozarks auf, einer ländlichen Hochlandregion, die sich vom südlichen Missouri nach Arkansas erstreckt. Mit 17 Jahren verließ er die Highschool und musterte bei den Marines an. Nur 18 Monate später wurde er wegen eines Drogendelikts entlassen. Woodrell hielt es längstens sechs Monate in einem Job aus und beschrieb sich als freiberuflich tätig.
Einige Zeit nach seinem Zwischenspiel bei den Marines studierte er an der University of Kansas und schloss mit einem B.A. ab. Anschließend besuchte Woodrell den Iowa Writers Workshop an der University of Iowa und erwarb seinen Master of Fine Arts. In dieser Zeit schrieb er seinen ersten Roman Under the Bright Lights (dt. Cajun Blues).
Daniel Woodrell lebt mit seiner Frau, der Schriftstellerin Katie Estill, in seiner Heimatstadt West Plains/Missouri.

## Rezeption
„Daniel Woodrell berichtet aus einer Hölle, die Ozarks heißt und im südlichen Missouri liegt. Dort gibt´s reichlich Wälder, Hügel, ein paar stinkreiche Ausbeuter, korrupte Bullen, debile Hillybillys und jede Menge White-Trash-Clans, die sich gegenseitig die Marihuana-Ernten abjagen und die Schädel wegschießen. ‚Die Ozarks sind die perfekte B-Seite eines Großstadtmolochs‘, schreibt der Krimiautor. Mit genügend Bargeld kann man sich hier von allem – selbst einem Haftbefehl – problemlos freikaufen, denn auch in den Ozarks regiert der Mammon. Zwischen den undurchdringlichen Wäldern findet man Herrenhäuser, verkommene Farmen und kleine Städte voller Slums, in denen Schuppen die Gegend überziehen wie Pockennarben und massenhaft Kinder ausbrüten, mit denen der Rest der Welt klarkommen muß ... Woodrell schreibt wie ein Bastardsohn von Raymond Chandler und Erskine Caldwell. In seinen Dialogen, Bildern oder Vergleichen wird der Einfluß von Chandler deutlich, ohne daß Woodrell jedoch zum Epigonen wird: ‚Ich sah ihn an und dachte, es stimmt wohl, daß uralte Menschen plötzlich wieder wie Kinder aussehen können, wie wenn bei einem Auto der Kilometerzähler umspringt und wieder bei Null anfängt. Nur daß es inzwischen ein klappriges Vehikel ist.‘“ (Martin Compart  in „Poet des White Trash“ )

## Bibliographie

### Rene Shade-Serie
- 1986 Under the Bright Lights
  - Cajun Blues, dt. von Christine Strüh und Adelheid Zöfel; Heyne, München 1994, ISBN 3-453-07882-9.
- 1988 Muscle for the Wing
  - Zoff für die Bosse, dt. von Christine Strüh und Adelheid Zöfel; Heyne, München 1995, ISBN 3-453-08105-6.
- 1992 The Ones You Do
  - John X., dt. von Kim Schwaner; Rowohlt, Reinbek 1999, ISBN 3-499-22648-0.

### Einzelwerke
- 1987 Woe to Live On
  - Zum Leben verdammt, dt. von Kim Schwaner; Rowohlt, Reinbek 1998, ISBN 3-499-22336-8.
  - Neuübersetzung: Zum Leben verdammt, dt. von Peter Torberg; Liebeskind, München 2018. ISBN 978-3-95438-094-7.
- 1996 Give Us a Kiss
  - Stoff ohne Ende, dt. von Jochen Schwarzer; Rowohlt, Reinbek 1998, ISBN 3-498-07338-9.
- 1998 Tomato Red
  - Tomato Red, dt. von Volker Oldenburg; Rowohlt, Reinbek 2001, ISBN 3-499-22660-X.
  - Neuübersetzung: Tomatenrot, dt. von Peter Torberg; Liebeskind, München 2016, ISBN 978-3-95438-060-2.
- 2001 The Death of Sweet Mister
  - Der Tod von Sweet Mister, dt. von Peter Torberg; Liebeskind, München 2012, ISBN 978-3-935890-95-3.
- 2006 Winter's Bone
  - Winters Knochen,[4] dt. von Peter Torberg; Liebeskind, München 2011, ISBN 978-3-935890-76-2.
- 2013 The Maid's Version
  - In Almas Augen, dt. von Peter Torberg; Liebeskind, München 2014, ISBN 978-3-95438-021-3.

### Sammlungen
- 2011 The Bayou Trilogy (beinhaltet: Under the Bright Lights, Muscle for the Wing, The Ones You Do)
  - Im Süden – Die Bayou-Trilogie; gleiche Übersetzungen wie die Einzelausgaben; mit einem Vorwort von Frank Göhre; Heyne München 2012, ISBN 978-3-453-43670-1.
- 2011 The Outlaw Album (Kurzgeschichten)

## Auszeichnungen
- 1999: PEN West Award [5] für Tomato Red
- 2000: Harry Award [6] für den Film Ride with the Devil
- 2008: Prix Mystère de la critique in der Kategorie International für Un hiver de glace (dt.: Winters Knochen)
- 2012: Krimi des Jahres 2011 (Platz 5) in der KrimiZEIT-Bestenliste für Winters Knochen

## Filme
- 1999 Ride With the Devil nach dem Roman Woe to Live On (dt. Wer mit dem Teufel reitet). Regie: Ang Lee. Drehbuch: Daniel Woodrell und James Schamus.
- 2010 Winter’s Bone[7][8] (dt. Winters Knochen). Regie: Debra Granik. Drehbuch: Debra Granik und Anne Rosellini.
- 2017 Tomato Red. Drehbuch und Regie: Juanita Wilson